# Stronnictwo Pracy
Stronnictwo Pracy (SP) – polska chadecka partia polityczna działająca w II RP, na emigracji (od 1939 do 1990) oraz w pierwszych latach Polski Ludowej (1945–1950).

## Historia
Stronnictwo Pracy powstało 10 października 1937 w wyniku połączenia Polskiego Stronnictwa Chrześcijańskiej Demokracji, Narodowej Partii Robotniczej i Związku Hallerczyków. Na powstanie Stronnictwa Pracy istotny wpływ wywarła uprzednia działalność Frontu Morges. Początkowo występowało ono przeciw sanacji. Pierwszym prezesem partii został Wojciech Korfanty, a przewodniczącym rady naczelnej Józef Haller. Najsilniejsze struktury SP miało na Śląsku i na Pomorzu. W czasie II wojny światowej SP (krypt. Romb) wchodziło w skład rządów RP na uchodźstwie. Trzej politycy stronnictwa pełnili funkcję Delegata Rządu na Kraj: Cyryl Ratajski (1940–1942), Jan Jankowski (1943–1945) i Jerzy Braun (1945). W lutym 1943 w jej skład weszła Federacja Organizacji Narodowo-Katolickich „Unia” (jej członkiem był m.in. Karol Wojtyła), a w marcu 1944 Związek Odrodzenia Narodowego.
Po II wojnie światowej, w oparciu o porozumienia jałtańskie, partia wznowiła oficjalną działalność w kraju poprzez połączenie konspiracyjnego SP i związanego z Polską Partią Robotniczą Stronnictwa Zrywu Narodowego (SZN powstało w wyniku rozłamu w SP na przełomie lat 1942 i 1943). Była reprezentowana w TRJN, Krajowej Radzie Narodowej i lokalnych radach narodowych, a także w administracji państwowej. W latach 1945–1946 partia była członkiem powstałej w 1944 z inspiracji PPR Komisji Porozumiewawczej Stronnictw Demokratycznych. Wobec infiltrowania przez agentów UB Zarząd Główny Stronnictwa Pracy 18 lipca 1946 postanowił zawiesić działalność partii (przy czym rok później rozpoczęły się aresztowania i procesy członków Stronnictwa), jednak część SP uległa wobec komunistów działała w Polsce do 1950, gdy niecałe tysiąc (z jej ówczesnych 17 tys.) członków wraz z prezesem Tadeuszem Michejdą wstąpiło do Stronnictwa Demokratycznego.
Stronnictwo reprezentowane na emigracji przez nieliczną grupę członków działało jako tzw. niezależne Stronnictwo Pracy. Czołowym jego działaczem był Hugon Hanke, który od 1952 był też informatorem bezpieki w strukturach emigracji londyńskiej, agentem Departamentu I Ministerstwa Bezpieczeństwa Publicznego o pseudonimie Ważny. 8 sierpnia 1955 został premierem Rządu RP na uchodźstwie i 8 września 1955 wrócił do PRL, co wywołało skandal na emigracji. Drugim szefem rządu na uchodźstwie z ramienia SP był pełniący ten urząd od 20 lipca 1970 do 13 lipca 1972 Zygmunt Muchniewski.
12 lutego 1989 Stronnictwo Pracy zostało reaktywowane w kraju (początkowo pod nazwą „Chrześcijańsko-Demokratyczne Stronnictwo Pracy”, od 2000 po połączeniu z Koalicją Ludowo-Niepodległościową funkcjonuje jako SP).

## Program
Program Stronnictwa Pracy był typowo chrześcijańsko-demokratyczny. W kwestii spojrzenia na człowieka ugrupowanie odrzucało zarówno totalitaryzm, jak i skrajny liberalizm jako prowadzące odpowiednio do niewoli i anarchii. Opowiadało się za wizją chrześcijańską jako traktującą człowieka z szacunkiem, obdarzonego rozumem i wolną wolą, będącego więc wolnym i odpowiedzialnym za swoje czyny. Podkreślało historyczną rolę chrześcijaństwa jako „potężnego czynnika dziejotwórczego Polski”, kształtującego psychikę i obyczaje pokoleń oraz polską kulturę. Rolę państwa określało jako służebną narodowi, a nie jako cel sam w sobie. Popierało ustrój demokratyczny jako najlepszą drogę do realizacji dobra powszechnego. Krytykowało liberalny kapitalizm, który służy jedynie zyskowi, a nie liczy się ze sprawiedliwością, godnością ludzką oraz dobrem powszechnym. Uznawało jednak za podstawę gospodarki własność prywatną. Próbowało niejako pogodzić gospodarkę planową z elementami wolnorynkowymi.

## Prezesi partii
- 1937–1939: Wojciech Korfanty (w tych latach, podczas jego nieobecności w kraju, de facto obowiązki pełnił wiceprezes Karol Popiel)
- 1939–1940: Władysław Tempka (przewodniczący Głównego Komitetu Wykonawczego Rombu)
- 1940–1942: Franciszek Kwieciński (przewodniczący Głównego Komitetu Wykonawczego Rombu)
- 1942–1944: Antoni Antczak (przewodniczący Głównego Komitetu Wykonawczego Rombu)
- 1944–1945: Józef Chaciński (przewodniczący Głównego Komitetu Wykonawczego Rombu)
- 1945: Józef Kwasiborski i Antoni Antczak (przewodniczący Głównego Komitetu Wykonawczego Rombu)
- 1945–1946: Karol Popiel
- 1946–1947: Feliks Widy-Wirski
- 1947–1949: Stefan Brzeziński
- 1949–1950: Tadeusz Michejda

## Niektóre organy prasowe
- „Nowa Prawda” / „Nowa Rzeczpospolita” (Warszawa)
- „Obrona Ludu” (Toruń)
- „Polonia” (Katowice)